# سیارک ۱۲۳۹۱
سیارک ۱۲۳۹۱ (به انگلیسی: 12391 Ecoadachi، نامگذاری:1994WE2) دوازده هزار و سیصد و نود و یکمین سیارک کشف شده‌است که در ۲۶ نوامبر ۱۹۹۴ کشف شد.
قدر مطلق سیارک برابر ۳۲.۳ است.